# Луиджи Бентивольо
Луиджи Бентивольо (на италиански: Luigi Bentivoglio; * 29 октомври 1666, † 17 април 1744, Венеция) е маркиз на Маляно (1685 – 1744).

## Произход
Той е син на Иполит II Бентивольо (* 1630, † 1685), маркиз на Маляно (1663 – 1685), и на съпругата му Лукреция Пио ди Савоя. Има двама братя и четири сестри:
- Мария Тереза, монахиня;
- Беатриче (* 1661, † 1718), съпруга на граф Ерколе II Пеполи;
- Изабела (* 1665), съпруга на маркиз Джовани Рондинели;
- Корнелий (* 1668, † 1732), кардинал;
- Матилда (* 1671, † 1711), съпруга на маркиз Марио Калканини;
- Асканио (* 1673, † 1719), рицар на Малтийския орден

## Биография
През 1685 г., след смъртта на баща си, го наследява като маркиз на Маляно и през същата година е избран за реформатор на Университета във Ферара.
През 1690 г. се дипломира по теология от Университета във Ферара и започва блестяща кариера като академик и писател. Неговата литературна продукция, състояща се от академични речи, писма, речи и лирични поеми, е изключително плодотворна.
Към края на 17 век се премества във Венеция.
Той е голям меценат на художници и писатели и от 23 март 1699 г. приютява ферарската група на Академия „Аркадия“ в палата си във Ферара.
През 1729 г. Филип V от Испания дава на своя придворен Иполит, най-големия син на Луиджи, и на неговите потомци титлата „Гранд на Испания“. Въпреки това на 12 ноември същата година Иполито умира без мъжки наследници, така че през 1731 г. кралят на Испания дава на Луиджи същите привилегии, които две години по-рано е дал на сина му Иполито, също благодарение на застъпничеството на кардинал Корнелий Бентивольо, брат на Луиджи и министър на Филип V.
Умира във Венеция на 17 април 1744 г.

## Брак и потомство
∞ 14 февруари 1692 за Мариана Пеполи (* 5 май 1673), дъщеря на Гуидо V Пеполи, маркиз на Преда, от която има двама сина и две дъщери:
- Иполит Бентивольо (* 28 октомври 1694, † 12 ноември 1729), ∞ за Мария Анна Гонзага ди Весковато (* 1706, † 1758), дъщеря на Отавиано Гонзага, маркиз на Весковато;
- Елеонора Бентивольо (* 31 август 1696), ∞ за болонския маркиз Луиджи Албергати
- Лукреция Бентивольо (* 6 април 1701, † 12 април 1786), ∞ 1. 1718 за маркиз Алфонсо Франческо Бевилакуа 2. за маркиз Ерколе Рондинели
- Гуидо II Бентивольо (* 28 юли 1705, † 8 януари 1759)